# タヴァッツァーノ・コン・ヴィッラヴェスコ
タヴァッツァーノ・コン・ヴィッラヴェスコ（伊: Tavazzano con Villavesco）は、イタリア共和国ロンバルディア州ローディ県にある、人口約5,900人の基礎自治体（コムーネ）。

## 地理

### 位置・広がり

#### 隣接コムーネ
隣接するコムーネは以下の通り。括弧内のMIはミラノ県所属を示す。
- カザルマイオッコ
- ローディ
- ローディ・ヴェッキオ
- モンタナーゾ・ロンバルド
- ムラッツァーノ
- サン・ゼノーネ・アル・ランブロ (MI)
- ソルディオ

### 気候分類・地震分類
気候分類では、zona E, 2514 GGに分類される。
また、イタリアの地震リスク階級 (it) では、zona 3 (sismicità bassa) に分類される。

## 行政

### 分離集落
タヴァッツァーノ・コン・ヴィッラヴェスコには、以下の分離集落（フラツィオーネ）がある。
- Bagnolo, Cà de' Zecchi, Modignano, Muzza, Pezzolo, Villavesco